# Рупе (Велике Лаще)
Рупе (словен. Rupe) — поселення в общині Велике Лаще, Осреднєсловенський регіон, Словенія. 
Висота над рівнем моря: 805,2 м.